# Кубанський військовий округ
Куба́нський військо́вий о́круг (КубВО) — одиниця військово-адміністративного поділу в СРСР, один з військових округів, що існував у період з 1945 по 1946.

## Історія
Кубанський військовий округ був утворений 9 липня 1945 року. Включав території Краснодарського краю.
Управління округу в Краснодарі, сформоване на базі польового управління військ 60-ї армії.
4 лютого 1946 року перетворений на Кубанський територіальний військовий округ і включений до складу Північно-Кавказького військового округу.
Розформований 6 травня 1946 року.

## Командування
- Командувачі:
  - генерал-полковник Курочкін П. О.